# Keyner Brown
Keyner Yamal Brown Blackwood (San José, 30 dicembre 1991) è un calciatore costaricano, difensore dell'Herediano e della Nazionale costaricana.

## Carriera

### Club
Ha esordito in prima squadra nel 2009, per poi trasferirsi nel 2011 all'Orión Fútbol Club.

### Nazionale
Nel 2011 viene convocato nell'Under-20 per prendere parte al campionato mondiale di calcio Under-20.

## Palmarès
- Campionato costaricano: 1

Herediano: Apertura 2024